# エンツォ・ロイオディス
- エンツォ・ロイオディチェ
- エンゾ・ロワオディス

エンツォ・ロイオディス（Enzo Loiodice, 2000年11月27日 - ）は、フランス・パリ出身のサッカー選手。UDラス・パルマス所属。ポジションはミッドフィールダー。

## 来歴
2015年にディジョンFCOのユースアカデミーに入団。2017-18シーズンにBチームに昇格。更に同シーズン終盤にトップチームに昇格し、2018年4月29日のFCジロンダン・ボルドー戦でリーグ・アン初出場。翌2018-19シーズンはリーグ・アンで12試合に出場するなど、出場機会が増えていった。
2020年1月29日、ウルヴァーハンプトン・ワンダラーズFCに2019-20シーズン終了までのローン移籍で加入したことが発表された。
2020年8月18日、UDラス・パルマスに3年契約で移籍した。

## 代表経歴
2019年にポーランドで開催された2019 FIFA U-20ワールドカップに、U-20フランス代表として出場。グループリーグ突破に貢献したものの、決勝トーナメント1回戦でアメリカに敗れた。